# St.-Urban-Kirche (Wantewitz)

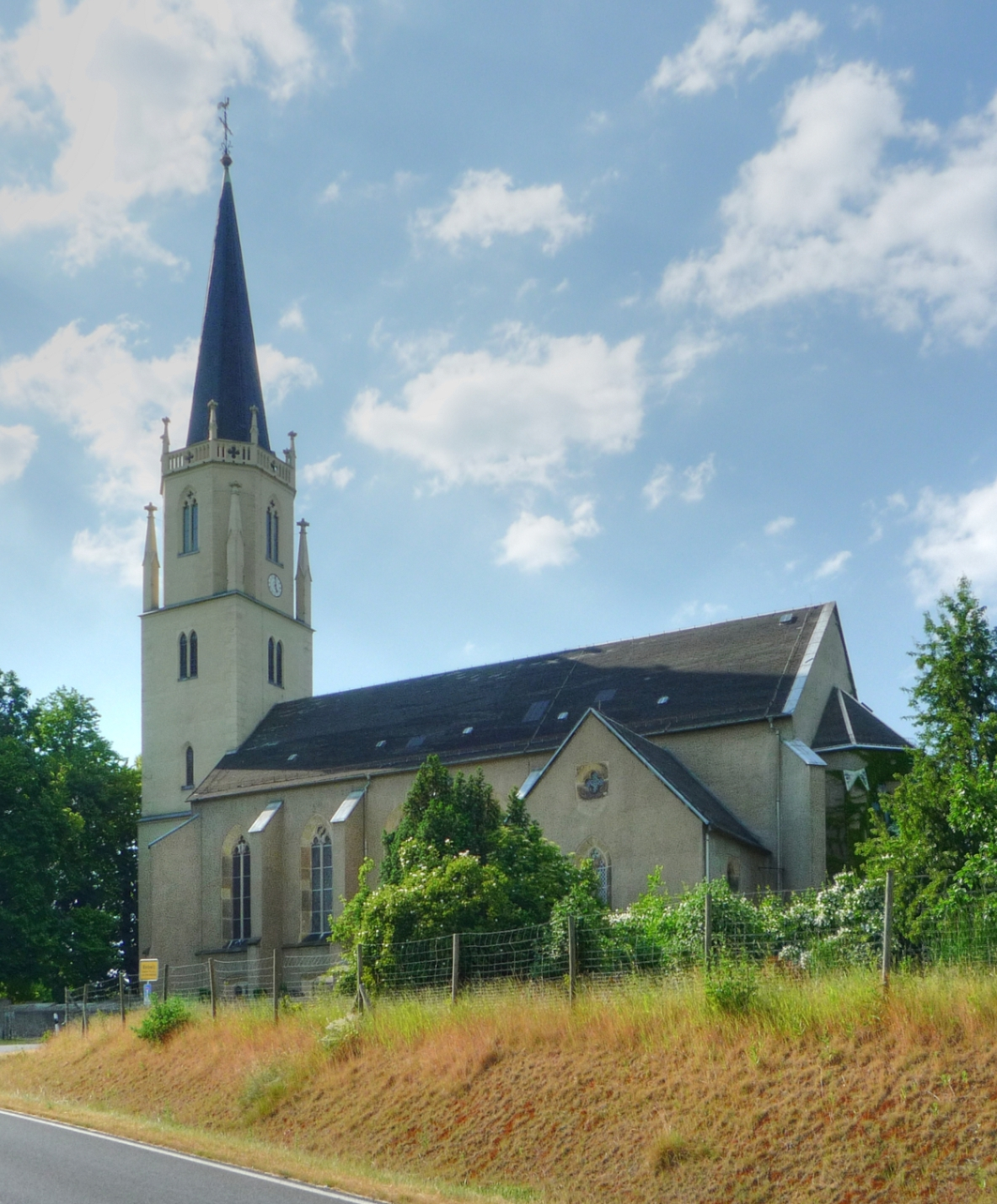
Sankt-Urban-Kirche Wantewitz

Die evangelische Sankt-Urban-Kirche ist denkmalgeschütztes Kirchengebäude im Ortsteil Wantewitz der Gemeinde Priestewitz im sächsischen Landkreis Meißen. Hier befindet sich das im Jahre 1864 errichtete Bauwerk mit einem angrenzenden Friedhof auf einer Anhöhe und bildet auf 193 Metern Höhe eine weithin sichtbare Landmarke.
Die Wantewitzer Höhe gilt als einer der ältesten Kirchenstandorte der Region und bereits im Jahr 1435 gab es an dieser Stelle nachweislich einen Kirchenbau. Ein mittelalterlicher Vorgängerbau wurde schließlich zu klein und im Jahre 1863 abgerissen. Kurz darauf entstand dann das heute zu sehende Bauwerk.

## Geschichte
Eine erste urkundliche Erwähnung fand Wantewitz im Jahre 1207. Einen ersten Beleg für eine dort vorhandene Kirche stammt aus dem Jahre 1435. Dieser entstammt wohl einem Papierstück, welches man beim Abriss des Vorgängerbaus in einem Döschen fand, welches besagte, dass der alte Altar um 1435 vom Meißner Bischof Johann geweiht worden war. Die Kirche in Wantewitz war ursprünglich eine Filialkirche der Kirche in Lenz. Zur Parochie Wantewitz gehörten im 16. Jahrhundert neben Wantewitz selbst die Dörfer Piskowitz, Gäbritz, Kmehlen, Laubach, Baßlitz, Priestewitz, Böhla, Zschieschen und das Rittergut Baßlitz mit der dazugehöriger Vorwerksgemeinde.
Die Sankt-Urban-Kirche, deren Namenspatron Sankt Urban ist, entstand in den Jahren 1862 bis 1864 an Stelle eines mittelalterlichen Vorgängerbaus, welcher wiederum vermutlich am Standort einer heidnischen Kultstätte entstand. Die alte Kirche galt bis zu ihrem Abriss als eine der ältesten christlichen Stätten in der Region.
Gegen Mitte des 19. Jahrhunderts wurde die alte Kirche zu klein. Und im Jahr 1863 wurde die Kirche schließlich abgetragen. Dem Abriss vorangegangen war ein 1859 erstelltes Baugutachten durch den Großenhainer Amtsmaurermeister Chr. Gottl. Carl Müller, welches verschiedene Entwürfe für einen Neubau zur Folge hatte. Erfolg hatte letztlich der Entwurf des Dresdner Architekten Christian Friedrich Arnold (1823–1890).
Errichtet wurde der Neubau durch einen Baumeister mit dem Namen Engst. Die damaligen Kosten für den etwa 700 Sitzplätze fassenden Kirchenbau beliefen sich auf 27.000 Thaler. Finanziert wurde er größtenteils mittels Schuldscheinen, welche Bauern der Umgebung in eine Baukasse einzahlten und die etwa 30 Jahre später voll ausgelöst waren. Bereits im Jahre 1896 erfolgte eine umfangreiche Erneuerung der Kirche.
Am Ende des Zweiten Weltkrieges erlitt die Kirche im Jahre 1945 schwere Schäden durch russischen Artilleriebeschuss. Dabei wurden Fenster und Dach des Bauwerks beschädigt. Diese wurden schließlich am Anfang der 1960er Jahre bis zum einhundertjährigen Jubiläum im Jahre 1964 repariert und die Kirche konnte innen und außen neu hergerichtet werden. Eine letzte Sanierung des Turms fand letztmals 1996/1997 statt.

## Mittelalterlicher Vorgängerbau

Reste eines alten Taufsteins (1914)

Der sächsische Kunsthistoriker Cornelius Gurlitt veröffentlichte eine Beschreibung der alten Wantewitzer Kirche in Heft 37 (Amtshauptmannschaft Großenhain (Land)) seiner 1914 erschienenen Schrift Beschreibende Darstellung der älteren Bau- und Kunstdenkmäler des Königreichs Sachsen, wobei diese wohl auf Aufzeichnungen beruhten, welche der Großenhainer Amtsmaurermeister Chr. Gottl. Carl Müller für das im Jahre 1859 von ihm gefertigte Baugutachten tätigte.
Demnach bestand der Vorgängerbau aus einem rechteckigen Kirchenschiff mit eingezogenem Chor im Osten und einem gotischen Kirchturm im Westen. Im Inneren besaß sie eine Holztonnendecke. Ausgestattet war sie unter anderem mit einem Kanzelaltar, in welchen seit 1696 Teile eines Flügelaltars integriert waren, der ursprünglich aus der Zeit um 1500 stammte. Außerdem war sie mit einem aus der Zeit um 1600 stammenden Taufstein aus Sandstein ausgestattet.
Gurlitt zeichnete auch eine Baugeschichte der Kirche auf, wonach der Hauptbau dieses Bauwerks anscheinend im Jahre 1694 entstand, wobei allerdings der Turm bereits im Jahre 1596 erneuert und die Kirche selbst neu geweisst wurden. Allerdings hatte der Dreißigjährige Krieg dem Ort übel mitgespielt, in dessen Verlauf Wantewitz gänzlich verwüstet worden war. 1694 entstanden außerdem die beiden in der Kirche vorhandenen Emporen und verschiedenes Kirchengerät wurde ausgebessert. 1710 soll erneut eine Empore errichtet worden sein. Verschiedene Arbeiten gab es dann im Verlauf des 18. Jahrhunderts. 1715 und 1748 wurde das Dach ausgebessert, 1718 die Dielung und wiederum 1789 die beiden Emporen erneuert. Weitere Umbauarbeiten gab es im Jahre 1829, die mit der Vergrößerung der Fenster daher ging.

Skizze der Ansicht
Grundriss

## Baubeschreibung der heutigen Kirche

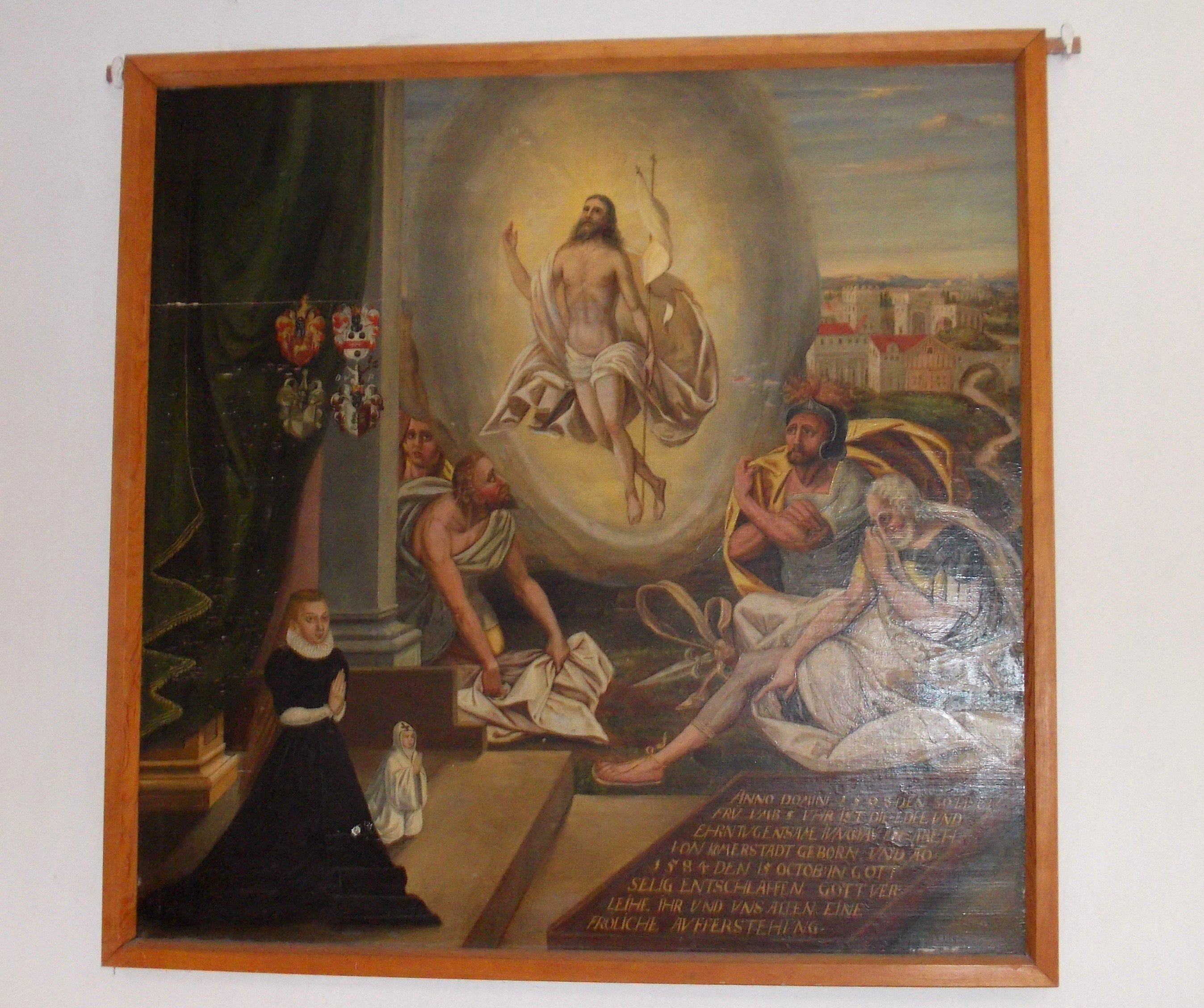
Gemälde im Inneren

Bei der heute vorhandenen Kirche handelt es sich um einen schlichten im neugotischen Stil errichteten Saalbau mit einer eingezogenen Apsis mit 5/8-Schluss. An der Nord- und Südseite des Chors sind jeweils Sakristeianbauten zu finden. Im Westen befindet sich ein hoher eingezogener Kirchturm mit nahezu quadratischem Grundriss. Dieser besitzt ein oktogonales Glockengeschoss und ein als Spitzhelm ausgeführtes Dach.
Das Kirchenschiff selbst wurde an den Langhausseiten mit kräftigen Strebepfeilern ausgestattet. Die zwei übereinander liegenden Fensterreihen werden von umlaufenden Gesimsen getrennt, wobei die oberen Fenster spitzbogig ausgeführt und mit Fischblasen- und Dreipassmaßwerk versehen wurden.
Im Inneren der Kirche findet sich ein kreuzrippengewölbter Emporensaal. Den Übergang zum Chor bildet ein mit drei Öffnungen versehener Triumphbogen. Seine Bauweise täuscht eine Dreischiffigkeit des Bauwerks vor. Die bauzeitliche Ausstattung der Kirche wurde überwiegend aus Lindenholz gefertigt. Dazu zählt unter anderem eine Hufeisenempore, welche in die beiden seitlichen Spitzbogenöffnungen des Triumphbogens mündet. Im Westen wurde die Empore polygonal ausgeführt. Dort dient sie als Standort der Orgel. Rechterhand des Mittelteils des Triumphbogens ist eine Kanzel aus Sandstein mit hölzernem Schalldeckel zu finden. Ebenfalls aus Sandstein besteht das Taufbecken. Das im Chor befindliche Altarbild, welches den auferstandenen Christus zeigt, wurde mit einem spitzbogigen Holzrahmen umfasst.

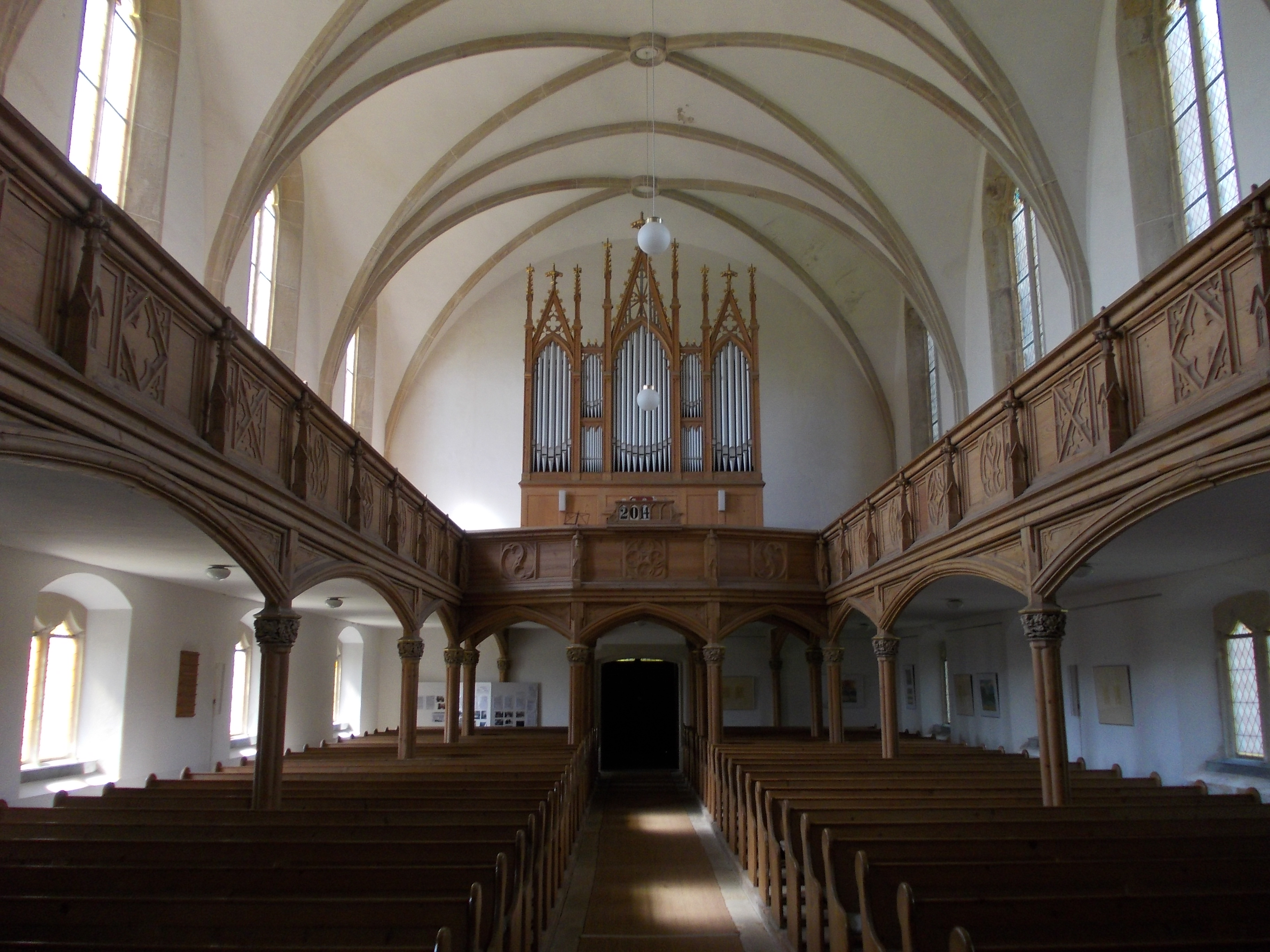
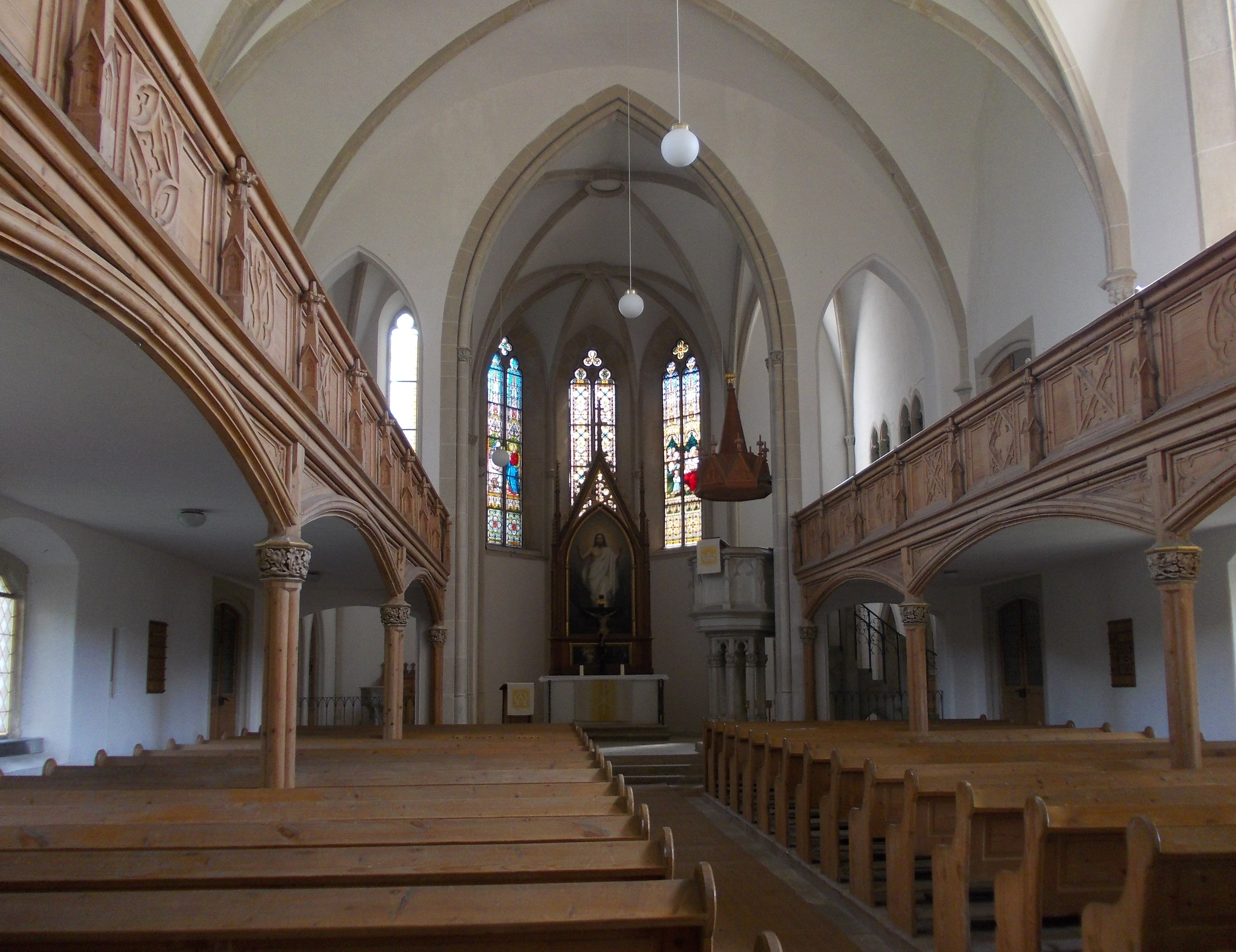

## Orgel

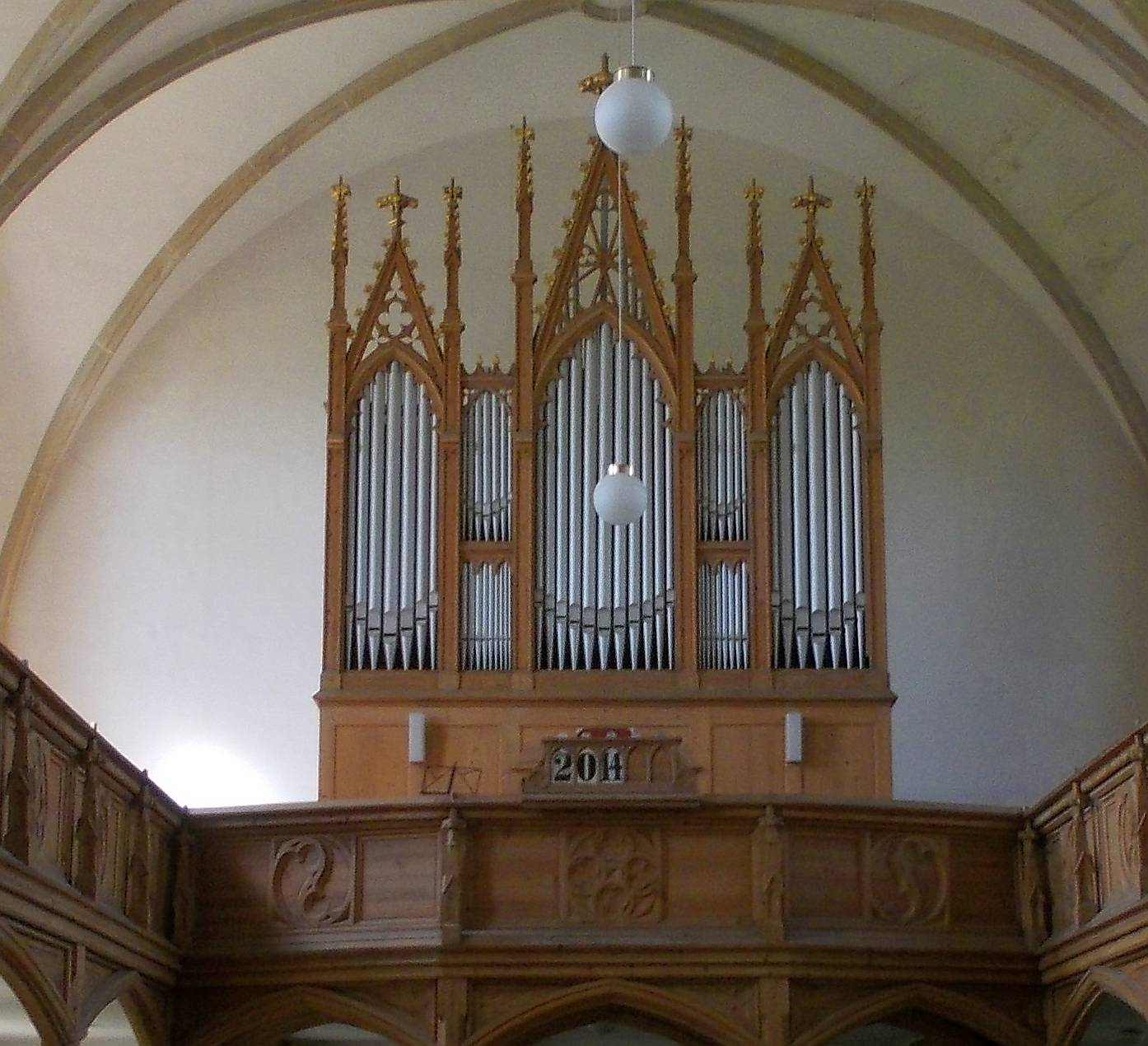
Kreutzbach-Orgel

Bereits der Vorgängerbau der heutigen Kirche besaß eine Orgel. Diese war im Jahre 1697 beschafft worden. 1702 wurde sie vom Dresdner Orgelbauer Christian Gräbner (um 1640–1710) erweitert und ausgebessert. In den Jahren 1711 und 1716 erfolgten solche Arbeiten erneut durch den Großenhainer Orgelbauer Martini.
Die in der heutigen Kirche vorhandene Orgel wurde 1864 vom Bornaer Orgelbaumeister Urban Kreutzbach (1796–1868) geschaffen. Im Jahre 1991 wurde sie durch den Radebeuler Orgelrestaurateur Johannes Lindner restauriert. Das Instrument verfügt über 26 Register auf zwei Manualen und Pedal, sie hat mechanische Schleifladen.
Die Disposition lautet wie folgt:
| I Manual C–e3      |        |
| Bordun             | 16′    |
| Principal          | 8′     |
| Rohrflöte          | 8′     |
| Viola da gamba     | 8′     |
| Oktave             | 4′     |
| Quinte             | 2 ⁄3′  |
| Oktave             | 2′     |
| Terz               | 1 3⁄5′ |
| Mixtur IV          |        |
| Cornett IV (ab c1) |        |

| II Manual C–e3 |       |
| Principal      | 8′    |
| Gedackt        | 8′    |
| Salicional     | 8′    |
| Prinzip.Okt.   | 4′    |
| Rohrflöte      | 4′    |
| Nassat         | 2 ⁄3′ |
| Oktave         | 2′    |
| Mixtur III     |       |

| Pedal C–e1   |     |
| Subbaß       | 16′ |
| Violonbaß    | 16′ |
| Principalbaß | 8′  |
| Cello        | 8′  |
| Posaunenbaß  | 16’ |

- Koppeln: II/I, I/P
- Spielhilfen: Calcanten-Glocke
- Stimmtonhöhe: 444 Hz

## Geläut
Das Geläut besteht aus drei Eisenhartgussglocken. Der Glockenstuhl besteht aus einer Holzkonstruktion
Im Folgenden eine Datenübersicht des Geläutes:
| Nr. | Gussdatum | Gießer                                 | Durchmesser | Masse  | Schlagton |
| --- | --------- | -------------------------------------- | ----------- | ------ | --------- |
| 1   | 1954      | Glockengießerei Schilling & Lattermann | 1350 mm     | 900 kg | fis′      |
| 2   | 1954      | Glockengießerei Schilling & Lattermann | 1060 mm     | 430 kg | ais′      |
| 3   | 1954      | Glockengießerei Schilling & Lattermann | 870 mm      | 300 kg | cis″      |

## Ehren und Gedenken

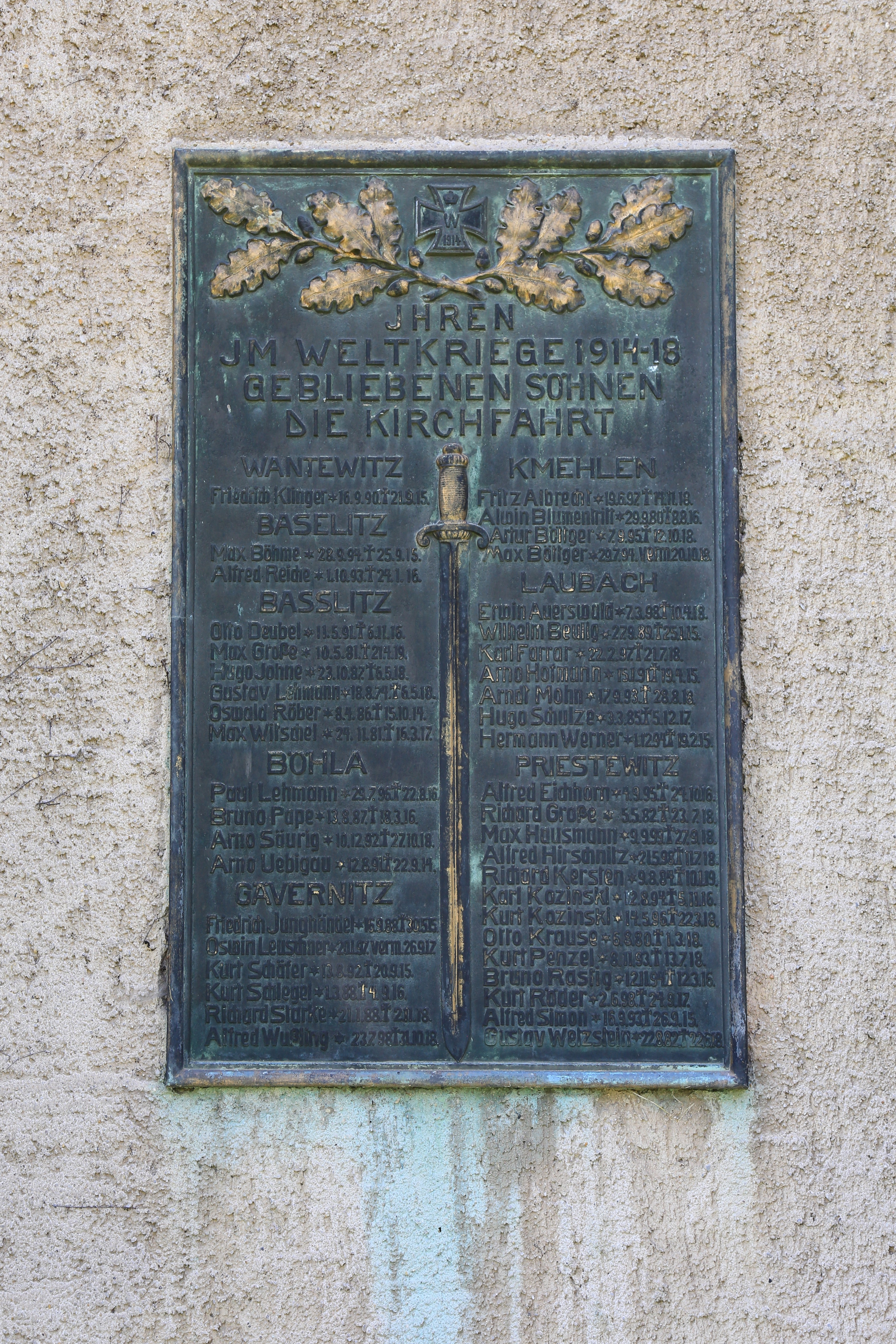
Gefallenendenkmal des Ersten Weltkriegs

Im Inneren der Kirche ist das als Wandgrab ausgeführte Grabmal der Familie Gräfe zu finden. Es besitzt einen pyramidalen Aufbau und wurde mit einer Inschrift versehen.
Weiters findet sich an der Kirchwand ein Gefallenendenkmal des Ersten Weltkriegs, das als Metallplatte in Kirchenwand eingelassen wurde. Auf dem sich der Kirche anschließenden Friedhof ist ein weiteres Gefallenendenkmal für die Opfer des Zweiten Weltkriegs in Form eines mehrere Meter hohen Holzkreuzes und eines davor befindlichen Findlings. Außerdem ist hier eine Kriegsgräberanlage des Zweiten Weltkrieges für hier in den Endkämpfen gefallene deutsche Soldaten zu finden.